# Frank Sturing
Frank Sturing (Nimega, 29 de mayo de 1997) es un futbolista neerlandés, nacionalizado canadiense, que juega en la demarcación de defensa para el SV Horn de la 2. Liga.

## Selección nacional
Tras jugar con la selección de fútbol sub-18 de Países Bajos, la sub-19 y la sub-20, finalmente se nacionalizó canadiense. El 29 de marzo de 2021 debutó con la selección de fútbol de Canadá en un encuentro de clasificación para la Copa Mundial de Fútbol de 2022 contra Islas Caimán que finalizó con un resultado de 0-11 a favor del combinado canadiense tras el gol de Alistair Johnston, David Wotherspoon, Cyle Larin, otro del propio Sturing, un doblete de Alphonso Davies, otro de Mark-Anthony Kaye y un triplete de Lucas Cavallini.

### Goles internacionales
| # | Fecha               | Estadio                              | Oponente     | Gol | Resultado | Competición                                          |
| - | ------------------- | ------------------------------------ | ------------ | --- | --------- | ---------------------------------------------------- |
| 1 | 29 de marzo de 2021 | IMG Academy, Florida, Estados Unidos | Islas Caimán | 0-1 | 0-11      | Clasificación para la Copa Mundial de Fútbol de 2022 |

## Clubes
| Club         | País         | Año       | Partidos | Goles |
| ------------ | ------------ | --------- | -------- | ----- |
| NEC Nimega   | Países Bajos | 2017-2020 | 48       | 2     |
| FC Den Bosch | Países Bajos | 2020-2021 | 19       | 0     |
| SV Horn      | Austria      | 2020-     | 36       | 2     |